# Samuel Beckett
Samuel Barklay Beckett (13 tháng 4 năm 1906 – 22 tháng 12 năm 1989) là nhà văn, nhà viết kịch, nhà biên kịch, nhà thơ và dịch giả người Ireland đoạt giải Nobel Văn học năm 1969.
Ông là một nghệ sỹ tiên phong trong phong trào văn học Kịch phi lý (Theatre of the Absurd), với tác phẩm nổi tiếng nhất là vở kịch Waiting for Godot (Ngồi đợi Godot) được sáng tác năm 1953. Tác phẩm của Beckett được sáng tác chủ yếu bằng tiếng Pháp.

## Tiểu sử
Samuel Beckett sinh ra tại vùng Foxrock ngoại ô thành phố Dublin, ngày 13 tháng 4 năm 1906. Cha ông, William Frank Beckett (1871-1933) có tổ tiên là người Huguenot.
Khoảng năm 1919-1920, ông vào học trường nội trú Portora Royal School ở thành phố nhỏ Enniskillen, đây là ngôi trường mà nhà văn Oscar Wilde đã từng học. Năm 1923, ông theo học Văn học hiện đại tại   trường đại học Trinity College Dublin. Sau khi tốt nghiệp, Beckett dạy học ở Belfast, sau đó đến Paris, kết bạn và giúp đỡ nhà văn đồng hương mắt lòa James Joyce hoàn thành tiểu thuyết Ngày giỗ Finnegan. Năm 24 tuổi ông trở lại trường đại học Trinity College Dublin làm giảng viên.
Từ năm 1932 Beckett đã xuất bản thơ và tiểu luận nhưng ít được chú ý. Trong thập niên 1930, để thoát khỏi không khí ngột ngạt trong nước ông đã ra nước ngoài và đi du lịch nhiều nơi. Năm 1937 Beckett định cư ở Paris, làm quen với người bạn đời tương lai (kết hôn năm 1961) là nữ nghệ sĩ dương cầm Suzanne Dumesnil. Trong thời kì quân Đức chiếm đóng, ông tham gia phong trào kháng chiến. Năm 1942 Beckett cùng bạn gái chạy trốn phát xít Đức đến làng Russiona ở miền Nam nước Pháp, làm công nhân nông nghiệp.
Từ những năm 1940-1950, sự nghiệp văn chương và biên kịch của ông bắt đầu bứt phá với hàng loạt những tác phẩm được xuất bản và dàn dựng bằng tiếng Pháp.
Ông mất tại Paris ngày 22 tháng 12 năm 1989, được chôn cất tại nghĩa trang Montparnasse.

## Sáng tác
Trong thời gian lánh ở miền Nam nước Pháp giữa Thế chiến thứ 2, ông viết tiểu thuyết Watt (hình thức chơi chữ: từ "What", tên nhân vật chính, trong tiếng Anh có nghĩa là "cái gì") nói về những gắng gỏi vô ích của một người muốn sống hợp lý trong thế giới phi lý. Đây là tác phẩm cuối cùng của Beckett viết bằng tiếng Anh. Từ đó về sau ông sáng tác bằng tiếng Pháp, trong đó có bộ ba Molloy (1951), Malone meurt (Malone hấp hối, 1951) và L'innommable (Không thể gọi tên, 1953) là những thử nghiệm ngôn ngữ của nhà văn. Đề tài về tính chất phi lý của sự tồn tại xuyên suốt toàn bộ sáng tác về sau của ông, gồm cả những vở kịch truyền thanh và truyền hình.
Mặc dù tiểu thuyết chiếm chỗ quan trọng trong sáng tác của Samuel Beckett nhưng làm ông nổi danh thế giới lại là vở kịch En attendant Godot (Ngồi đợi Godot) sáng tác bằng tiếng Pháp (viết năm 1946, công diễn năm 1953, xuất bản bằng tiếng Anh năm 1954 dưới tên Waiting for Godot). Cùng với thể loại kịch hoàn toàn mới - bị tước bỏ ý nghĩa và hành động kịch - Beckett đã đưa triết học hiện sinh chủ nghĩa lên sân khấu và gây sự kích động mạnh mẽ trong công chúng và cả giới phê bình. Lúc này tất cả các tiểu thuyết của ông đều được theo dõi chăm chú. Fin de partie (Tàn cuộc chơi) là vở kịch thành công lớn thứ hai của ông. Năm 1966 ra đời tiểu thuyết cuối cùng của Beckett Comment c'est (Như điều đó).
Năm 1969, Samuel Beckett được đề cử giải Nobel cho toàn bộ những tác phẩm văn xuôi và kịch. Trong những năm tiếp theo ông viết các vở kịch một hồi; tự dàn dựng một số tác phẩm của mình; năm 1978 ông in một tập thơ ngắn.

## Tác phẩm
- Whoroscope (1930), tiểu luận
- Proust (1931), tiểu luận
- More pricks than kicks (Châm chọc nhiều hơn đấm đá, 1934), tập truyện ngắn
- Murphy (1938), tiểu thuyết
- Molloy (1951), tiểu thuyết
- Malone meurt (Malone hấp hối, 1951), tiểu thuyết
- Watt (1953), tiểu thuyết
- En atttendant Godot (Đợi Godot, 1953), kịch
- L'innommable (Không thể gọi tên, 1953), tiểu thuyết
- Fin de partie (Tàn cuộc chơi, 1957), kịch
- Krapp's last tape (Cuốn băng cuối cùng của Krapp, 1958), kịch
- Happy days (Những ngày tươi đẹp, 1961), kịch
- Play (Trò chơi, 1963), kịch
- Come and go (Đến và đi, 1966), kịch
- Eh, Joe (Này, Joe, 1966), kịch
- Premier amour (Tình đầu, 1970), tiểu thuyết
- Meercier et Camier (Meercier và Camier, 1970), tiểu thuyết
- Not I (Không phải tôi, 1973), kịch
- Comment c'est (Như điều đó, 1969), tiểu thuyết
- Mirlitonnades (Thơ, 1978)
- Company (Hãng, 1978), truyện
- All strange away (Đả đảo tất cả những gì kì lạ, 1979), kịch
- Rockaby (1981)
- Ohio impromptu (Ứng khẩu Ohio, 1981)